# Kalibangan

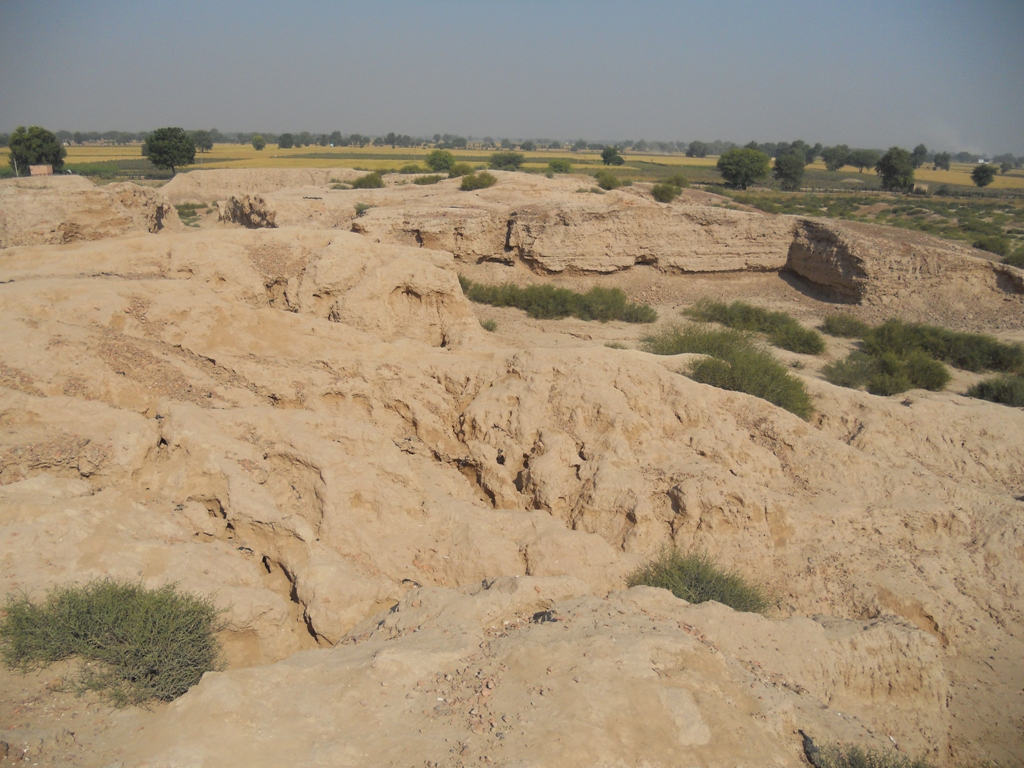
Vista actual de Kalibangan.

Kalibangan forma parte de la antigua civilización del valle del Indo, ubicada donde hoy en día se sitúa el distrito de Hanumangarh, entre Suratgarh y Hanumāngarh, a las orillas del río Saraswati. Nació alrededor de 3000 a 5000 años antes de Cristo y su nombre significa “brazaletes negros”, debido a la gran cantidad de este objeto que fueron hallados.
En este lugar abundó la agricultura, el comercio y las industrias de la cerámica, el hierro y las cuentas. No obstante, cuando se secó el río, los vientos del desierto enterraron la ciudad bajo la arena, y se quedó sepultada por debajo de las dunas hasta que más de cuatro mil años después, fue descubierta por Luigi Pio Tessitori, un indólogo y lingüista italiano, que a causa de una enfermedad falleció justo cuando los trabajos de las excavaciones del lugar que había descubierto estaban en pleno apogeo.
Se compone de tres montículos y presenta el diseño de cuadrícula de una metrópolis de Harappan. La fortificación fue construida con ladrillos de barro. Se podía acceder mediante dos entradas, norte y sur. Dentro de la ciudad amurallada había un plan de calles que dividía el territorio en bloques. Las casas se construyeron con ladrillos de barro y horneados. El área estaba dividida en: la ciudadela en el oeste, la ciudad baja en el este y una estructura modesta que contenía altares de fuego que podrían haber sido utilizados para llevar a cabo diversos rituales.
Además, también hay rastros de un cementerio, ubicado al suroeste de la ciudadela, donde se podían distinguir tres tipos: fosas rectangulares, ollas circulares y fosas en forma de óvalo que contenían cerámicas y otros objetos funerarios.
Uno de los mayores descubrimientos fue un campo arado que muestra una cuadrícula cruzada de surcos fuera de la muralla de la ciudad. Además una de las mejores figuras de terracota es un toro de carga que se considera significado del arte popular realista.